# Андреевка (Чердаклинский район)
Андреевка — село в Калмаюрском сельском поселении Чердаклинского района Ульяновской области.

## География
Расположено на реке Калмаюр. В 5 км от Куйбышевского водохранилища, в 23 км от р.п. Чердаклы и в 35 км до областного центра Ульяновск.

## Название
Название-антропоним: деревня назвалась Андреевкой, в честь рождения одного из сыновей Ивана Петровича Тургенева — Андрея (1781—1803).

## История
Село основано в 1781 году на землях родового имения дворянского рода Тургеневых, располагалось в четырёх км от села Тургенево. В то время деревня Андреевка находилась на левом берегу речки Калмаюрка в 3-4 км от нынешнего её места расположения. На новое место крестьяне переехали после отмены Крепостного права в 1861 году. А на старом месте остался хутор Старая Андреевка.
Одно время владельцем имения в Андреевке был известный симбирский масон Пётр Петрович Тургенев. До 1854 года Андреевкой владел Борис Петрович Тургенев, после его смерти имение с 270 душами крестьян перешло к его сыну Юрию. В период реформы 1861 года Юрий Борисович, так же, как и его брат Михаил Борисович (с. Тургенево), передал землю крестьянам без всякого выкупа.
С 1861 года деревня вошла в состав Коровинской волости.
В 1906 году было подано прошение о постройке нового храма.
Первая школа в Андреевке появилась в 1910 году. Церковно-приходская школа содержалась на деньги церкви. В ней учились 39 детей, из них 8 девочек. Дети были разделены на 4 класса. Одна из учительниц впоследствии стала женой русского писателя Неверова Александра Сергеевича, который был преподавателем в деревне Камышовка.
В начале 1931 года в селе организован колхоз имени Молотова, в 1950 году в состав колхоза вошёл колхоз «Заветы Ильича» Дурасовского сельсовета, в июле 1957 года колхоз переименован в «Россию».
Во время Великой Отечественной войны значительная часть мужчин ушла защищать Родину, домой не вернулось 325 селян. В память о погибших в селе установлен обелиск.
В 1948 году под новую школу на средства колхоза был куплен двухэтажный деревянный барский дом в посёлке Красная Река (находилось рядом с селом). Дом разобрали и перевезли в село. Первых учеников новая школа приняла 1 сентября 1950 года.
В 1952—1956 годах во время строительства Куйбышевской ГЭС село Андреевка пополнилось жителями 4 селений из попавшего в зону затопления село Тургенево, посёлки: Горный (частично, ныне п. Нагорное), Дурасовка (Русский Калмаюр) и Красная Звезда.
В 1972 году в Андреевке построена новая кирпичная школа. 22 февраля 2006 года ей было присвоено имя поэта Николая Николаевича Благова.
В 2005 году село вошло в состав Калмаюрского сельского поселения.

## Население
| Год  | Число дворов | Число жителей | Примечания                                                     |
| ---- | ------------ | ------------- | -------------------------------------------------------------- |
| 1848 | 62           | 922           |                                                                |
| 1859 | 89           | 734           |                                                                |
| 1887 | 124          | 1950          |                                                                |
| 1889 | 161          | 1115          | 2 ветр. и 1 водн. мельницы, 2 обдирни, имение Ю. Б. Тургенева. |
| 1900 | 192          | 1157          | церковно-приход. школа                                         |
| 1910 | 173          | 1300          | Церк.-прих. школа, 3 ветр. мельниц.                            |
| 1955 | 434          | 1823          | С с. Тургенево, Горный, Дурасовка и Красная Звезда             |
| 2010 |              | 859           |                                                                |

## Известные люди
- Тургенев, Иван Петрович,
- Тургенев, Александр Иванович,
- Тургенев, Николай Иванович,
- Тургенев, Андрей Иванович,
- Николай Николаевич Благов — здесь он окончил начальную школу, после чего продолжил обучение в Крестово-Городищенской средней школе. Считал Андреевку своим родным селом. Его отец — Николай Григорьевич Благов — уроженец села Андреевка.
- В 1948 году три работника местного колхоза имени Молотова / «Россия» были удостоены звания Героя Социалистического Труда — А. С. Грачёв, М. Л. Старостин[16] и Т. А. Чагров.
- Фронин, Владислав Александрович — советский и российский журналист. С 2014 — главный редактор журнала «Родина».

## Достопримечательности
- В школе с 1970-х годов существует музей истории двух породнившихся сёл — Андреевки и Тургенева.
- В Андреевке находится два объекта культурного наследия. Первый — это дом помещика второй половины XIX века (распоряжение главы администрации Ульяновской области от 29.07.1999 № 959-р, памятник архитектуры).
- Памятник воинам, погибшим в Великую Отечественную войну (открыт в 1967 г.). Всего здесь призвали около 500 человек, 323 из них погибли (вместе по Андреевке и Тургеневу). В 1985 и 2014 годах памятник ремонтировали[17].
- В мае 2009 года в селе состоялся первый Благовский фестиваль[18].
- В официальном списке памятников археологии Чердаклинского района (распоряжение Главы администрации Ульяновской области от 29.07.1999 г. № 959-р) Комитета Ульяновской области по культурному наследию сейчас содержится 12 объектов в районе Андреевки:
- 1) селище «Андреевка-1» (1-я четв. II тыс.);
- 2) селище «Андреевка-2» (X—XIII вв.);
- 3) селище «Андреевка-3» (1-я четв. II тыс.);
- 4) селище «Андреевка-4» (1-я четв. II тыс.);
- 5) городище «Андреевка» (1-я четв. II тыс.);
- 6) курганная группа «Андреевка-1» (2-я пол. II тыс. до н. э. (?);
- 7) курганная группа «Андреевка-2» (4 насыпи, 2-я пол. II тыс. до н. э. (?);
- 8) курганная группа «Андреевка-3» (5 насыпей, 2-я пол. II тыс. до н. э. (?);
- 9) могильник «Андреевка-1» (1-я четв. II тыс.);
- 10) могильник «Андреевка-2» (1-я четв. II тыс.);
- 11) могильник «Андреевка-3» (1-я четв. II тыс.);
- 12) могильник «Тургенево» (III тыс. до н. э. — I тыс.).

## Улицы
ул. Дружбы, ул. Калинина, ул. Кирова, ул. Колхозная, ул. Набережная, ул. Новая, ул. Садовая, ул. Советская, ул. Тургенева, ул. Чапаева.

## Галерея
- Герб дворянского рода Тургеневых.
- Иван Петрович Тургенев.
- Портрет Екатерины Семёновны Тургеневой (Качаловой). жены И. П. Тургенева.
- Метрическая книга.
- Тургенев Андрей Иванович, в честь него было названо это село.
- Александр Иванович Тургенев.
- Портрет Николая Ивановича Тургенева.